# Pieter Jan Leusink
Pieter Jan Leusink (Elburg, 5 april 1958) is een Nederlands dirigent. Hij dirigeerde koren en vocale ensembles, onder meer het door hemzelf opgerichte The Bach Choir & Orchestra of the Netherlands.

## Levensloop en carrière
Pieter Jan Leusink wilde in zijn jeugd tuinder worden maar voelde zich ook sterk aangetrokken tot de orgelmuziek die hij iedere zondag hoorde spelen op het orgel van de Christelijk Gereformeerde Kerk in Elburg. Al in zijn kinderjaren kreeg hij les op het orgel en op 16-jarige leeftijd werd hij toegelaten op het Stedelijk Conservatorium te Zwolle voor de orgelstudie.
Na afsluiting van zijn studie was hij drie jaar organist, maar vervolgens vatte hij het plan op koordirigent te worden. Een masterclass gevolgd bij de Britse koordirigent Sir David Willcocks stimuleerde hem in 1984 – hij was toen 26 jaar - in Elburg een jongens- en mannenkoor op te richten: het Stadsknapenkoor Elburg, later Holland Boys Choir genoemd. Het is niet meer actief.
Tien jaar later, in 1994, richtte Leusink The Bach Orchestra op en een jaar later een gemengd koor voor volwassenen, The Bach Choir of the Netherlands. Tegenwoordig dragen beide ensembles de naam The Bach Choir and Orchestra of the Netherlands. Leusink was ook de dirigent van het Urker mannenensemble (sinds 2000) en was dat tot 2009 van het Rijssens mannenkoor. In 2010 richtte Leusink nog een vocaal ensemble op onder de naam Vocal Group CALL.
Leusink is gespecialiseerd in het ontwikkelen van de stemmen van jongenssopranen.
Het College voor de Rechten van de Mens oordeelde op 2 juni 2022, na klachten van twee vrouwelijke musici, dat Leusink zich schuldig had gemaakt aan seksuele intimidatie. Een en ander zou zich hebben afgespeeld in de jaren 2012-2013 en 2013-2016. In september 2018 beschuldigden vier vrouwen in het televisieprogramma Brandpunt+ hem al van seksueel grensoverschrijdend gedrag. Twee maanden later meldden zich twee andere vrouwen met eenzelfde verhaal. Indertijd ontkende Leusink. Volgens zijn raadsman Peter Plasman waren de beschuldigingen terug te voeren op meningsverschillen van zakelijke aard.
Op 7 juni 2022 legde Leusink zijn werkzaamheden bij het The Bach Choir & Orchestra of the Netherlands voor onbepaalde tijd neer.. Na een statement waarin Leusink erkende dat het onverstandig was geweest om relaties met musici aan te gaan, hervatte hij in december van dat jaar weer zijn werk.

## Concertpraktijk
Elk seizoen werden door Leusink meer dan honderd concerten georganiseerd. Het repertoire bestond daarbij onder meer uit koorwerken van Johann Sebastian Bach (met name de Matthäus-Passion), Brahms (Ein deutsches Requiem) Händel (Messiah), Mozart (Requiem en Krönungsmesse), Fauré en Vivaldi.

## Opnamen
In het herdenkingsjaar van Johann Sebastian Bach, 2000, bracht Leusink met zijn koren en orkest, en met een aantal solisten, al diens tweehonderd religieuze cantates uit, op in totaal zestig cd’s. Wereldwijd werden daarvan in totaal zes miljoen cd’s verkocht. Concerten met het Holland Boys Choir kregen, tot 2009, drie gouden en twee platina cd’s.

## Onderscheidingen
In 2004 werd Leusink benoemd tot ridder in de Orde van de Nederlandse Leeuw.